# WTA Swiss Open 1976
Lo WTA Swiss Open 1976 è stato un torneo di tennis giocato sulla terra rossa. È stata la 7ª edizione del torneo, che fa parte dei Tornei di tennis femminili indipendenti nel 1976. Si è giocato a Gstaad in Svizzera, dal 5 all'11 luglio 1976.

## Campionesse

### Singolare
Michèle Gurdal ha battuto in finale  Gail Sherriff con il punteggio di 4–6, 6–2, 6–3.

### Doppio
Betsy Nagelsen /  Wendy Turnbull hanno battuto in finale  Brigette Cuypers /  Annette Van Zyl con il punteggio di 6–4, 6–4.